# Parornix persicella
Parornix persicella är en fjärilsart som beskrevs av Aleksandr Sergeievich Danilevsky 1955. Parornix persicella ingår i släktet Parornix och familjen styltmalar.
Artens utbredningsområde är:
- Iran.
- Kazakstan.
- Turkmenistan.
- Uzbekistan.

Inga underarter finns listade i Catalogue of Life.